# Balthazar Loyola de Mandes
Balthazar Loyola de Mandes, né Mohammed El Attaz en 1631 à Fès au Maroc et mort le 15 septembre 1667 à Madrid (Espagne), est un prince marocain converti au catholicisme.
Devenu prêtre jésuite, il se consacre à l'évangélisation des musulmans. Il est alors considéré par les Occidentaux de son siècle comme le symbole de la supériorité du christianisme sur l'islam.

## Biographie
Mohammed El Attaz est le fils du sultan saadien Al-Walid ben Zidan et d’une de ses épouses, Huali, d'origine espagnole. En 1654, il part faire un pèlerinage à La Mecque. Avec une escorte modeste, il embarque en Tunisie sur un navire anglais, où le bey le traite avec les honneurs dus à son rang.   
Son navire est capturé devant le cap Bon, au nord-est de la Tunisie, par les chevaliers de Saint-Jean de Jérusalem. Mohammed et sa suite sont retenus comme prisonniers durant plusieurs années à Malte. Esprit religieux il passe son temps de captivité à commenter les textes coraniques pour les prisonniers musulmans et écrit plusieurs livres comparant l’islam au christianisme. Il est libéré grâce à la forte rançon payée pour lui par le bey de Tunis. 
Cependant le 12 juin 1656 - à la suite d’une « vision » qu’il aurait eue – il se déclare « chrétien » et reçoit le baptême le 31 juillet après une courte instruction religieuse. Il adopte le nom de son parrain (Balthazar Mandols, chevalier de Malte) et ajoute celui de ‘Loyola’, son baptême ayant eu lieu le jour de la fête de saint Ignace. 
Soutenu par son parrain, le nouveau converti visite les ports italiens pour y évangéliser les captifs « maures » retenus par les armées chrétiennes.
Poussant son zèle plus loin Balthazar se rend à Rome pour y demander son admission dans la Compagnie de Jésus. Il étudie d’abord le latin et l'italien pendant trois ans au collège de Messine, alors qu'une enquête discrète confirme qu'il est bien l'héritier du trône de Fès. À la fin de deux ans de noviciat effectués à Rome de 1661 à 1663, Balthazar est ordonné prêtre le 27 décembre 1663 ; il poursuit des études de théologie morale.
Ses études terminées, Balthazar Loyola de Mandes est envoyé évangéliser les esclaves et captifs maures qui se trouvent nombreux dans les ports italiens de Gènes, de Naples et d'autres villes de la péninsule italienne. Sa prestance royale, sa bonne connaissance du Coran comme son zèle missionnaire font merveille. On estime à 600 les personnes converties de l’islam au christianisme. Il fait venir à Gènes un uléma connu de Fès et l’ayant convaincu des vérités de la foi chrétienne, il demande au duc de Toscane d’être son parrain de baptême. Pour accueillir les convertis de l’islam et poursuivre leur formation chrétienne, il crée également une confrérie. Il écrit un livre, en arabe, pour réfuter ses écrits antérieurs à sa conversion religieuse. 
En 1667, à sa demande, Balthazar Loyola de Mandes a été affecté à la mission jésuite du Grand Mogol en Inde. Le port d’embarquement étant nécessairement Lisbonne, Balthazar Loyola de Mandes voyage à travers la France méridionale. À Arles, il a la joie de retrouver son parrain de baptême Balthazar Mandols. Partout l’accueil est chaleureux. À Béziers et Toulouse, les autorités civiles et religieuses lui rendent visite. À son insu un artiste fait son portrait.
Peu après son arrivée à Madrid, épuisé par la chaleur de l’été, il tombe gravement malade. Il séjourne au collège impérial. Sur son lit de mort il parvient encore à convertir un jeune musulman. Le 15 septembre 1667 Balthazar Loyola de Mandes meurt au collège impérial ; il y est enterré.
Sa mort provoque une profonde impression dans la capitale, et la reine, qui lui avait rendu visite lui fait organiser des funérailles royales en présence de plusieurs membres de la cour.

## Postérité
L’origine princière du Père Balthazar Loyola de Mandes, sa personnalité et les circonstances extraordinaires de sa conversion suivie de ses succès missionnaires ont fait que, l’imagination aidant, des légendes se sont rapidement attachées aux faits historiques connus. Sa vie inspira plusieurs dramaturges, en Allemagne (Michael Michon) et surtout en Espagne, dont le célèbre Pedro Calderón de la Barca : son El grande principe de Fez, en 1668 (immédiatement après la mort du Père Balthazar), fut un grand succès dans les théâtres des collèges jésuites. Avant que toute biographie soit écrite ce sont les pièces de théâtre qui ont créé l’image du Père Balthazar Loyola de Mandes.
Sami Lakmahri, journaliste au mensuel marocain Zamane, écrit : « Au XVIIe siècle, des deux côtés, les conversions forcées sont légions. [...] Peut-on penser que Mohammed El Attaz ne cherche en réalité qu'à faciliter sa condition de captif, voire de chercher une libération ? Le parcours ecclésiastique qui suit la conversion d'El Attaz permet d'en douter. Balthazar n'est pas un simple chrétien. Son statut hors norme d'homme de foi ne peut être atteint sans un dévouement religieux extrême ».
Selon Sami Lakmahri, « en termes de propagande, les notables chrétiens ne peuvent rêver d'un meilleur récit. Un prince musulman, pieux et sage, a choisi de rallier la cause de Jésus-Christ. L'histoire de cette incroyable conversion foisonne dans la littérature occidentale. Écrits d'historiens, d'ecclésiastiques et même pièces de théâtre, tous les genres se sont emparés de l'histoire de Balthazar. L'objectif est de faire du Marocain une figure religieuse marquante de son temps. Une preuve du bien fondée de la lutte que mènent les chrétiens contre les infidèles « mahométans ». Si même les plus hauts dignitaires musulmans embrassent la foi chrétienne, sa supériorité ne fait alors plus de doute ». Le Grand Prince de Fès de Calderón de la Barca est écrit en 1668, peu de temps après sa mort, probablement dans le but d'appuyer son procès en béatification.